# Joseph Fan Zhongliang
Joseph Fan Zhongliang SI (chiń. 范忠良; ur. 13 stycznia 1918 w Meilongu, zm. 16 marca 2014 w Szanghaju) – chiński duchowny rzymskokatolicki, biskup szanghajski, administrator apostolski archidiecezji nankińskiej oraz diecezji Suzhou.

## Biografia
Chrzest przyjął w 1932, w wieku 14 lat. 23 sierpnia 1938 wstąpił do Towarzystwa Jezusowego. 31 maja 1951 otrzymał święcenia prezbiteriatu i został kapłanem swojego zakonu. 8 września 1955 został aresztowany i następnie skazany. Następne 30 lat spędził w prowincji Qinghai, w tym ponad 20 lat w więzieniach i obozach pracy, pracując m.in. przy transporcie zwłok. Po zwolnieniu był nauczycielem w szkole średniej do czasu, gdy w 1985 dostał zgodę na powrót do Szanghaju.
Po powrocie został koadiutorem biskupa szanghajskiego i 27 lutego 1985 potajemnie przyjął sakrę biskupią z rąk koadiutora biskupa Tianshui Mathiasa Lu Zhengshena. Został faktycznym liderem Kościoła podziemnego w Szanghaju, gdyż biskup szanghajski kard. Ignatius Kung Pin-mei przebywał w areszcie i 1988 został wydalony z Chin. Po śmierci kard. Kunga 12 marca 2000, za zgodą papieża Jana Pawła II został biskupem szanghajskim oraz administratorem apostolskim archidiecezji nankińskiej (którym był do śmierci) oraz diecezji Suzhou (do 2005).
Niemal natychmiast władze państwowe, które nie uznawały jego sakry, ograniczyły mu możliwość zarządzania diecezją, osadzając go w areszcie domowym, w którym spędził resztę życia. Jego postawa przyniosła mu szacunek także wśród społeczności Kościoła otwartego. Normą wśród szanghajskich kleryków Patriotycznego Stowarzyszenia Katolików Chińskich było przed przyjęciem święceń, udanie się do bpa Fan Zhonglianga po błogosławieństwo.